# Noemia sibuyanensis
Noemia sibuyanensis là một loài bọ cánh cứng trong họ Cerambycidae.